# Erlend Martini
Erlend Martini (* 1. Juni 1932 in Berlin-Charlottenburg) ist ein deutscher Mikropaläontologe.
International bekannt wurde Martini als Fachmann für Nannoplankton. 1971 veröffentlichte er eine maßgebliche Nannoplankton-Zonierung. Bis zu seiner Emeritierung 1994 war Martini am Geologisch-Paläontologischen Institut der Johann Wolfgang Goethe-Universität in Frankfurt am Main tätig.

## Leben und Werk
Er besuchte Hermann-Lietz-Schulen in Bieberstein i.d. Rhön und Spiekeroog und studierte 1952 bis 1958 Geologie-Paläontologie in Frankfurt am Main. Er promovierte bei Karl Krejci-Graf. Von 1959 bis 1961 arbeitete er an von der DFG geförderten Projekten und war von 1961 bis 1963 an der Scripps Institution of Oceanography in La Jolla, Kalifornien als wissenschaftlicher Assistent tätig. Nach seiner Rückkehr nach Frankfurt 1963 habilitierte er sich dort 1965.
An der Universität Frankfurt war er Wissenschaftlicher Assistent, später Dozent und Honorarprofessor und ab 1971 Universitätsprofessor. Sein wissenschaftliches Engagement (über 300 Publikationen, nicht nur über Nannoplankton und Biostratigraphie) brachte ihm in Fachkreisen auch den Spitznamen „the nanno man“ ein. Von 1969 bis 1986 war er als Consultant Paleontologist an fünf Fahrten der Glomar Challenger im Pazifischen Ozean beteiligt (Deep Sea Drilling Project).
Martini ist in der Paläontologischen Gesellschaft aktiv, wie auch in seinem Wohnort Kronberg im Taunus bei der Schutzgemeinschaft Deutscher Wald. Zudem ist er von Anfang an Mitglied des Naturschutzbeirates im Hochtaunuskreis.

## Schriften (Auswahl)
- Standard Tertiary and Quaternary calcareous nannoplankton zonation. In Anna Farinacci (Hrsg.): Proceedings of the 2nd international conference „Planktonic Microfossils“, Bd. 2. Ed. Tecnosci, Rom 1971, S. 739–785.
- Fossilien, Sedimentmarken und Palökologie im Oberen Buntsandstein (Röt) der Rhön. In: Natur u. Museum, 122 (3), Frankfurt 1992, S. 90–99
- Kalkiges Nannoplankton aus dem Unter-Oligozän von Morvillars, Territoire de Belfort, Frankreich. In: Jahresberichte und Mitteilungen des Oberrheinischen Geologischen Vereines/N.F., Bd. 77 (1995), S. 265–269. Abb. N1637
- Ein frühmesolithischer Fundplatz auf der Südabdachung der Hohen Rhön bei Weisbach, Gemeinde Oberelsbach, Landkreis Rhörn-Gragfeld, Unterfranken. In: Das archäologische Jahr in Bayern, Jg. 1999 S. 12–15, ISSN 0721-2399 (Gesellschaft für Archäologie in Bayern, Liste S2 - Mesolithikum)
- Der Grenzbereich Untere/Obere Hydrobien-Schichten. Ein neuer Aufschluss in Frankfurt am Main; Nannoplankton und Fisch-Skelette (Morone aequalis). In: Bericht über die Tätigkeit des Offenbacher Vereins für Naturkunde, Bd. 104 (2004), S. 3–17, ISSN 0343-2793 (zusammen mit Wolfgang Ott und Manfred Keller).